# Поспелов, Николай Николаевич
Никола́й Никола́евич Поспе́лов (13 мая 1955, Алма-Ата, Казахская ССР), представитель высшего командования Вооружённых сил Республики Казахстан, генерал-майор, Командующий войсками регионального командования «Восток» (2007—2010).

## Биография
Родился 13 мая 1955 года в г. Алма-Ата.
В 1977 году окончил Ташкентское высшее танковое командное училище.
Офицерскую службу начал командиром танкового взвода. В дальнейшем проходил службу на должностях заместителя командира танковой роты по технической части танкового полка, командира взвода курсантов, командира роты курсантов, командира танкового батальона обеспечения учебного процесса Челябинского высшего танкового командного училища.
В 1990 году окончил Военную академию бронетанковых войск и назначен на должность командира танкового батальона танкового полка. В дальнейшем проходил службу на должностях начальника штаба – заместителя командира танкового полка, командира танкового полка.
С августа 1994 года по сентябрь 1997 года проходил службу на должностях начальника группы, начальника отдела Оперативного управления, заместителя начальника управления Департамента оперативного планирования Главного штаба Вооруженных Сил Республики Казахстан.
С сентября 1997 года – начальник штаба – заместитель командира Армейского корпуса.
В апреле 2000 года Распоряжением Президента Республики Казахстан назначен заместителем Министра обороны Республики Казахстан.
В апреле 2007 года Распоряжением Президента Республики Казахстан назначен командующим войсками Регионального командования «Восток».
11 марта 2010 года освобождён от занимаемой должности в связи с переходом на другую работу.
С 6 августа 2010 года - член совета директоров АО «Семипалатинский машиностроительный завод».
С февраля 2011 года - председатель наблюдательного совета ТОО «Центр военно-технических исследований».

## Награды
- Орден «Данк» ІІ степени (за заслуги в деле руководства и управления войсками, обеспечение высокой боевой готовности)[2]
- Медаль «20 лет Астане»[3]